# De Havilland Dragon
De Havilland DH.84 Dragon — британский пассажирский самолёт, двухмоторный биплан конструкции Джеффри де Хэвиленда, выпускавшийся серийно в 1933—1935 и во время Второй мировой войны.

## История разработки и службы
Проект 6-местного лайнера был разработан по заказу Hillman’s Airways, владельца флота бипланов De Havilland DH.83 Fox Moth. Новый самолёт, получивший последовательное обозначение DH.84, использовал ту же фанерную конструкцию фюзеляжа, увеличенного в объёме за счёт выноса силовой установки в гондолы на крыльях. Прототип «Дракона» поднялся в воздух 12 ноября 1932, серийная эксплуатация началась в апреле 1933. Модель оказалась привлекательна для региональных авиакомпаний и хорошо продавалась. В 1936 DH.84 стал первым самолётов во флоте Aer Lingus.
Всего было выпущено 202 «Дракона» трёх серий.
Кроме ВВС Великобритании, DH.84 состоял на вооружении в Австралии, Австрии, Дании, Ирака, Ирландии, Португалии, Турции, ЮАР. Существенное количество машин сохранилось в музеях и частных коллекциях США, Великобритании и Австралии.
Развитием типа DH.84 стало семейство моделей с новым, овальным в плане крылом:
- четырёхмоторный DH.86 Express
- двухмоторный DH.89 Dragon Rapide / Dominie (фактически — уменьшенный Express, а не прямая модификация Dragon)
- двухмоторный DH.90 Dragonfly

## Модификации
- DH.84 Dragon (без обтекателей шасси) — 63 единицы
- DH.84 Dragon 2 (с обтекателями шасси, позволившими увеличить полезную нагрузку и дальность) — 52 единицы
- DH.84М военного времени — учебный самолёт для подготовки радиооператоров — 87 единиц

## Лётно-технические характеристики (DH.84 Dragon 1)

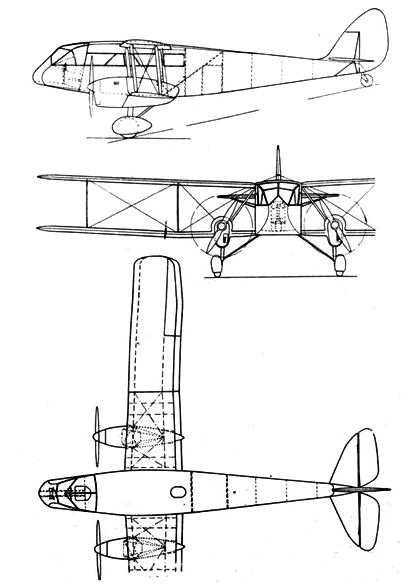
Схема De Havilland DH 84 из журнала L'Aerophile за февраль 1933 года

Источник данных: de Havilland Aircraft since 1909

Технические характеристики
- Экипаж: 1; 6-10 пассажиров
- Длина: 10,52 м
- Размах крыла: 14,43 м
- Высота: 3,07 м
- Площадь крыла: 34,9 м²
- Профиль крыла: RAF 15 модифицированный
- Масса пустого: 1 043 кг
- Максимальная взлётная масса: 1 905 кг
- Силовая установка: 2 × рядный de Havilland Gipsy Major
- Мощность двигателей: 2 × 130 л.с. (2 × 97 кВт)
- Воздушный винт: двухлопастный фиксированного шага

Лётные характеристики
- Максимальная скорость: 206 км/ч на 305 м (1000 футов)
- Крейсерская скорость: 175 км/ч
- Практическая дальность: 740 км
- Практический потолок: 3 800 м
- Скороподъёмность: 3,11 м/с

## Эксплуатанты

### Военные

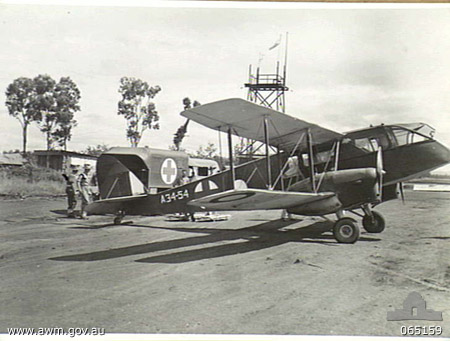
Санитарный DH Dragon из состава ВВС Австралии, аэродром Мариба, март 1944 года.

- ВВС Великобритании: 17 самолётов переданы в части ПВО и 24-ю эскадрилью из состава лётной группы короля (King's Flight)[2].

 Австралия
- Королевские ВВС Австралии

 Новая Зеландия
- ВВС Новой Зеландии: 42-я эскадрилья RNZAF

 Южно-Африканский Союз
- ВВС ЮАС: в 1940 году применялся 1 самолёт.[3]

 Австрия
- Kommando Luftstreitkräfte

 Бразилия
- авиация ВМС Бразилии

 Дания
- ВВС Дании: 2 DH.84.

 Королевство Ирак
- Королевские ВВС Ирака: 8 DH.84M.

 Ирландия
- Воздушный корпус Ирландии

 Вторая Испанская Республика
- ВВС Испанской Республики[4]

 Португалия
- ВВС Португалии: 3 DH.84.

 Турция
- ВВС Турции, также служба картографии.

 Королевство Югославия
- Королевские ВВС Югославии – 1 реквизированный самолёт включён в состав ВВС в апреле 1940 года.

 Эфиопия
- Императорские ВВС Эфиопии